# Leonard Bernstein
Leonard Bernstein (wym. ˈbɜːrnstaɪn; ur. 25 sierpnia 1918 w Lawrence, zm. 14 października 1990 w Nowym Jorku) – amerykański dyrygent, kompozytor i pianista pochodzenia żydowskiego.

## Życiorys
Był synem żydowskich emigrantów z Rosji – Jennie Resnick i Samuela Josepha Bernsteina, przedsiębiorcy produkującego produkty do pielęgnacji włosów dla kobiet oraz uczonego talmudysty.
Bernstein komponował muzykę symfoniczną, kameralną, baletową, filmową i musicale dla Broadwayu. W swej twórczości wykorzystywał szeroko folklor amerykański (pieśni kowbojskie, tańce meksykańskie, jazz). W karierze pomogło mu dwóch artystów: grecki dyrygent Dimitri Mitropoulos i nowojorski kompozytor Aaron Copland (z którymi łączyły go romanse). Droga do kariery stanęła przed Bernsteinem otworem w 1943 roku, kiedy musiał on zastąpić na podium chorego Brunona Waltera na koncercie w nowojorskiej sali Carnegie Hall.
Prowadził programy popularyzatorskie w telewizji, pisał książki i felietony. Przez cały okres swojej kariery na amerykańskiej scenie muzycznej był stale „rozdarty” między obowiązkami dyrygenckimi a osobistym zamiłowaniem do kompozycji.
Był dyrektorem artystycznym najsłynniejszych amerykańskich orkiestr, a nawet teatrów operowych z Metropolitan Opera na czele. Pisywał piosenki, między innymi dla Franka Sinatry.
Rok przed śmiercią, 1 września 1989 roku, Bernstein dyrygował w Warszawie podczas Koncertu dla Pokoju w 50. rocznicę najazdu Niemiec hitlerowskich na Polskę. Wykonał uwerturę Leonora III autorstwa Ludwiga van Beethovena oraz swój własny utwór Chichester Psalms z udziałem m.in. Chóru Chłopięcego i Męskiego Filharmonii Poznańskiej prowadzonego przez prof. Stefana Stuligrosza. W koncercie występowali między innymi: Barbara Hendricks, Liv Ullmann, Marek Drewnowski, Krzysztof Penderecki, Hermann Prey. Na widowni znajdował się późniejszy Prezydent Polski Lech Wałęsa.
Odznaczony Krzyżem Komandorskim I Klasy Odznaki Honorowej za Zasługi dla Republiki Austrii (1970), chilijskim Orderem Bernardo O’Higginsa (1964), Orderem Lwa Finlandii w stopniu Komandora (1965), meksykańskim Orderem Orła Azteckiego (1982), francuską Legią Honorową (Kawaler 1968, Oficer 1978, Komandor 1985), Krzyżem Komandorskim Orderu Zasługi Republiki Federalnej Niemiec (1987), Kawaler Krzyża Wielkiego Orderu Zasługi Republiki Włoskiej (1989).
W 1985 roku, na pięć lat przed śmiercią Bernsteina, przyznano mu Grammy Lifetime Achievement Award. Przed śmiercią Bernsteina, a także później, uhonorowano go 16 nagrodami Grammy.
Zmarł w swoim apartamencie na nowojorskim Manhattanie w wieku 72 lat. Przyczyną jego śmierci był nowotwór płuc.

## Życie prywatne
Wiele źródeł (w tym znajomi Bernsteina) uznaje go za osobę homoseksualną.
Sam Bernstein określał siebie jako „pół mężczyznę, pół kobietę”. W latach 1951–1978 jego żoną była Felicia Montealegre Cohn, z którą miał trójkę dzieci: córki Jamie Anne Marię (ur. 1952) i Ninę Marię Felicię (ur. 1962) oraz syna Alexandra Serge’a Leonarda (ur. 1955).

## Twórczość
Do najważniejszych prac Bernsteina należą: balety – Fancy Free (1944), Facsimile – Choreographic Essay for Orchestra (1946), musicale dla Broadwayu – On the Town (1944), Trouble in Tahiti (1952), Wonderful Town (1953), West Side Story (1957), symfonie – Jeremiah (1942), Kaddish (1963), a także operetka Kandyd (1956).